# هينك تيمر
هينك تيمر (Henk Timmer)، من مواليد 3 ديسمبر 1971 في هيردين في هولندا، لاعب كرة قدم هولندي.
يلعب مع نادي فيينورد روتردام منذ عام 2006.
بدأ باللعب مع منتخب هولندا لكرة القدم في عام 2005.

## روابط خارجية
- هينك تيمر على موقع الاتحاد الدولي (مؤرشف)  (الإنجليزية)
- هينك تيمر على موقع الاتحاد الأوربي (الإنجليزية)
- هينك تيمر على موقع قاعدة بيانات كرة القدم.إي يو (الإنجليزية)
- هينك تيمر على موقع ناشيونال فوتبول تيمز (الإنجليزية)
- هينك تيمر على موقع Soccerway.com (الإنجليزية)